# 로버트 아이첼버거
로버트 로렌스 아이첼버거(Robert Lawrence Eichelberger, 1886년 3월 9일 - 1961년 9월 25일)는 미국 육군 군인으로, 퇴역 후 대장까지 진급하였다.
태평양 전쟁에서 창설된 미국 육군 제8군 초대사령관이었고, 제8군의 대일 전투와 일본 점령을 지휘했다. 이임 전에 일본의 재무장을 주장했고, 민정국과 극동위원회와 대립했다. 재임 중에 재무장에는 이르지 못했지만 해상보안청의 창설을 실현시킨다. 직속상관인 최고사령관 더글러스 맥아더와 드러난 대립은 하지 않았지만 맥아더를 신랄하게 비판한 일기가 남아있다.
1947년, 지방순행 중인 쇼와 천황을 태운 전용열차와 아이첼버거 중장을 태운 연합군 전용열차가 우스이 고개에서 교행을 하게 되었고, RTO(Railway Transportation Office)의 명령에 따라 천황전용 열차 측이 5분간 물러나 피해있었다는 일화가 있다.

## 훈장
- 서보장
- 욱일장
- 수훈십자훈장 (2회)
- 육군 수훈 메달 (4번)
- 해군 수훈 메달